# Kanako
Kanako (jap. かなこ, カナコ) – żeńskie imię japońskie.

## Możliwa pisownia
Kanako można zapisać używając wielu różnych znaków kanji i może znaczyć m.in.:
- 香奈子, „kadzidło, Nara, dziecko”[1]
- 加奈子, „dodatek, Nara, dziecko”
- 夏菜子, „lato, warzywa, dziecko”
- 香菜子, „kadzidło, warzywa, dziecko”
- 佳奈子, „dobry, Nara, dziecko”
- 可奈子

## Znane osoby
- Kanako Hirai (香菜子), japońska siatkarka grająca na pozycji środkowej
- Kanako Itō (かなこ), japońska piosenkarka
- Kanako Konno (加奈子), japońska siatkarka grająca na pozycji przyjmującej
- Kanako Momota (夏菜子), członkini japońskiego zespołu Momoiro Clover Z
- Kanako Ōmura (加奈子), japońska siatkarka grająca na pozycji środkowej
- Kanako Urai (佳奈子), japońska wrestlerka

## Fikcyjne postacie
- Kanako Koizumi (かなこ), bohaterka mangi i anime Yumeiro Patissiere
- Kanako Miyamae (かなこ), główna bohaterka mangi i anime Maria Holic
- Kanako Ōno (加奈子), bohaterka serii Genshiken
- Kanako Urashima (可奈子), bohaterka serii Love Hina